# 巴奇氏歧鬚鮠
巴奇氏歧鬚鮠，為輻鰭魚綱鯰形目倒立鯰科的其中一種，為熱帶淡水魚，分布於非洲尼日河、Ouémé河及Nokoue湖流域，體長可達40公分，棲息在底中層水域，生活習性不明，可做為觀賞魚。